# Protestele Mahsa Amini
O serie continuă de proteste și tulburări civile împotriva guvernului Iranului a început la Teheran la 16 septembrie 2022, ca reacție la moartea Mahsei Amini(persană مهسا امینی), în vârstă de 22 de ani (persană: مهسا امینی), care fusese arestată de către Poliția Moralității pentru purtarea unui hijab „impropriu” – la încălcarea legii obligatorii a hijabului a Iranului – în timp ce vizita Teheranul din Saqqez. Potrivit martorilor oculari, Amini fusese bătută foarte grav de ofițerii Poliției Moralității, o afirmație infirmată de autoritățile iraniene.
Protestele s-au extins rapid din orașul natal al lui Amini, Saqqez, în alte orașe din provincia Kurdistan și în alte provincii din Iran. Ca răspuns la aceste demonstrații, începând cu 19 septembrie, guvernul iranian a implementat opriri regionale ale accesului la internet. Pe măsură ce protestele au crescut, a fost impusă o întrerupere pe scară largă a internetului, împreună cu restricții la nivel național asupra rețelelor sociale. Liderul Suprem Ayatollah Ali Khamenei a respins tulburările larg răspândite nu doar drept „revolte”, ci și ca „război hibrid” cauzate de state străine și dizidenți din străinătate. Femeile, inclusiv școlari, au jucat un rol cheie în demonstrații. În timp ce protestele majore anterioare, care au fost înăbușite violent de guvernul iranian, s-au concentrat pe rezultatele alegerilor sau pe probleme economice, protestele din 2022, pe lângă creșterea drepturilor femeilor, au avut o cerere principală: răsturnarea Republicii Islamice. Protestele au fost cea mai mare amenințare la adresa guvernului de la Revoluția Islamică din 1979, potrivit The Guardian. Spre deosebire de protestele din 2019-2020, protestele din 2022 au fost „la nivel național, răspândite în clase sociale, universități, străzi [și] școli”.
Potrivit organizației non-profit Iran Human Rights, la 16 noiembrie 2022, cel puțin 342 de persoane, inclusiv 43 de minori sub 18 ani, au fost ucise ca urmare a intervenției guvernului în proteste, care implicau gaze lacrimogene și focuri de armă făcând protestele cele mai mortale de la protestele din 2019–2020, care au dus la peste 1.500 de decese. Potrivit activiștilor pentru Human Rights Activists in Iran, la 11 noiembrie, 39 de membri ai forțelor de securitate au fost uciși.Human Rights Activists in Iran Acest răspuns la proteste a fost condamnat pe scară largă.